# Arctia rubroflammea
Arctia rubroflammea är en fjärilsart som beskrevs av Statt. 1939. Arctia rubroflammea ingår i släktet Arctia och familjen björnspinnare. Inga underarter finns listade i Catalogue of Life.